# Cradle of Filth
Cradle of Filth (z ang. kolebka plugastwa, IPA [/ˈkreɪdəl əf ˈfɪlθ/]) – brytyjska grupa muzyczna wykonująca muzykę z pogranicza black, gothic i symfonicznego metalu. Dziennikarze muzyczni określają styl wykonywanej przez zespół muzyki jako extreme metal lub extreme gothic metal. Zespół powstał w 1991 roku w Suffolk. Do 2018 roku ukazało się dwanaście albumów studyjnych Cradle of Filth oraz szereg pomniejszych wydawnictw pozytywnie ocenianych przez fanów jak i krytyków muzycznych. Mimo częstych zmian personalnych w składzie, zespół utrzymał swój charakterystyczny styl.
Zespół dał szereg koncertów na całym świecie i uczestniczył w licznych festiwalach: Download Festival, Wacken Open Air, Gods of Metal, Tomahawk Festival, Bloodstock Open Air, Kobetasonik, Spirit of Burgas Festival oraz Ozzfest. Został wielokrotnie nagrodzony i wyróżniony w plebiscytach muzyki heavymetalowej. Podczas koncertów Cradle of Filth prezentuje charakterystyczny rodzaj ekspresji, obejmujący corpse paint, pokazy akrobatyczne, fire breathing, efekty pirotechniczne, nierzadko muzykom towarzyszą tancerki i performerzy. Redaktor magazynu Metal Hammer Alexander Milas – stwierdził, że Cradle of Filth to najpopularniejsza brytyjska grupa heavymetalowa od czasów Iron Maiden.

## Historia

### 1991-2000

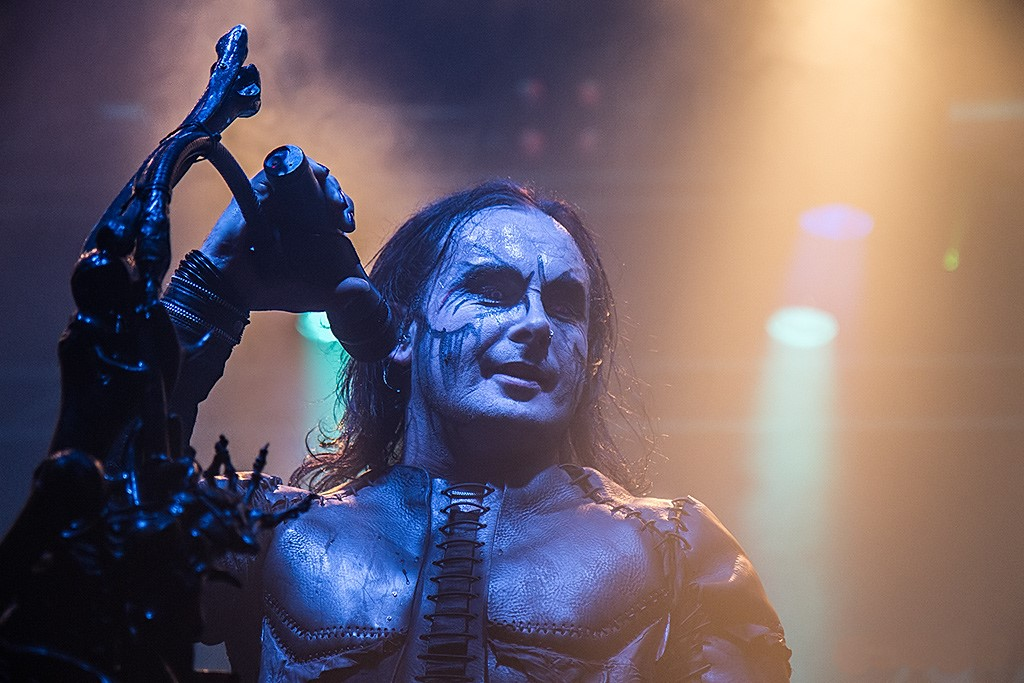
Dani Filth podczas koncertu 7 grudnia 2012 roku

Grupa powstała w 1991 roku w oddalonym o 70 kilometrów od Londynu hrabstwie Suffolk. Pomysłodawcą zespołu był wokalista Daniel Lloyd Davey alias Dani Filth, współpracujący poprzednio z lokalnymi zespołami metalowym, takimi jak PDA, The Lemon Grove Kids czy Feast on Excrement. Wokalista zainspirowany przez ówczesną muzykę heavymetalową oraz twórczość literacką Lorda Byrona, Percy’ego Shelleya, H.P. Lovecrafta oraz filmami grozy postanowił założyć własny zespół. Davey do współpracy zaprosił gitarzystę Paula Ryana, basistę Johna Richarda, klawiszowca Bena Ryana oraz perkusistę Darrena White’a.
W 1992 roku zespół wydał własnym nakładem cztery wydawnictwa demonstracyjne: A Pungent and Sexual Miasma, Invoking the Unclean, Orgiastic Pleasures Foul, The Black Goddess Rises. W tym czasie powstał również album Goetia, który mimo kontraktu z wytwórnią muzyczną Tombstone Records nigdy się nie ukazał. Według informacji ze strony zespołu, nagrania z sesji Goetia zostały zniszczone. Tego samego roku do zespołu jako drugi gitarzysta dołączył Paul Allender. Rok później zespół zrealizował kolejne demo pt.Total Fucking Darkness, dzięki któremu podpisał kontrakt płytowy z wytwórnią Cacophonous. Niedługo potem z zespołu odszedł perkusista Darren White, zastąpił go Nicholas Barker.
Wkrótce zespół przystąpił do nagrań debiutanckiego albumu The Principle of Evil Made Flesh, ukazał się on  24 lutego 1994 roku. Był to jednocześnie debiut wydawniczy Cacophonous Records. Wydawnictwo cieszyło się uznaniem zarówno fanów jak i krytyków oraz recenzentów. Niedługo potem w wyniku nieporozumień w zespole na tle artystycznym skład opuścili bracia Paul i Beniamin Ryan oraz Paul Allender. Na ich miejsce zostali przyjęci gitarzysta Stuart Antsis oraz klawiszowiec Damien Gregori. 1995 roku w odnowionym składzie zespół przystąpił do prac nad pierwszym minialbumem pt. V Empire or Dark Faerytales in Phallustein,  ukazał się on 28 maja 1996 nakładem Cacophonous Records. Album został nagrany w składzie pięcioosobowym, w książeczce albumu podano jednak dodatkowego fikcyjnego muzyka, gitarzystę Jareda Demetera. W rzeczywistości było to alter ego gitarzysty Stuarta Antsisa. Na potrzeby mini-albumu został zarejestrowany ponownie utwór zatytułowany „The Forest Whispers My Name”. Na wspomnianym wydawnictwie po raz pierwszy zaśpiewała Sarah Jezebel Deva, która w późniejszych latach działalności zespołu mimo obecności na wszystkich albumach nigdy nie została jego stałym członkiem.
Tego samego roku zespół nagrał drugi album zatytułowany Dusk...and Her Embrace, ukazał on się 21 stycznia 1996 roku nakładem wytwórni Music for Nations. Wcześniej do zespołu dołączył Gian Pyres, uczestniczył on wcześniej w sesji nagraniowej. Ponadto na albumie gościnnie zaśpiewał Conrad „Cronos” Lant z grupy Venom. Inspiracją do napisania tekstów była twórczość Sheridana Le Fanu. Wkrótce po nagraniach albumu z zespołu odszedł Damien Gregori, zastąpił go Les Smith współpracujący z grupą Anathema. Ostatnie wydawnictwo było promowane podczas koncertów, w ramach których ukazała się seria kontrowersyjnych koszulek promocyjnych z napisami „I Love Satan”, „Vestal Masturbation” czy „Jesus is a Cunt” i rysunkiem zakonnicy w dwuznacznej pozie.

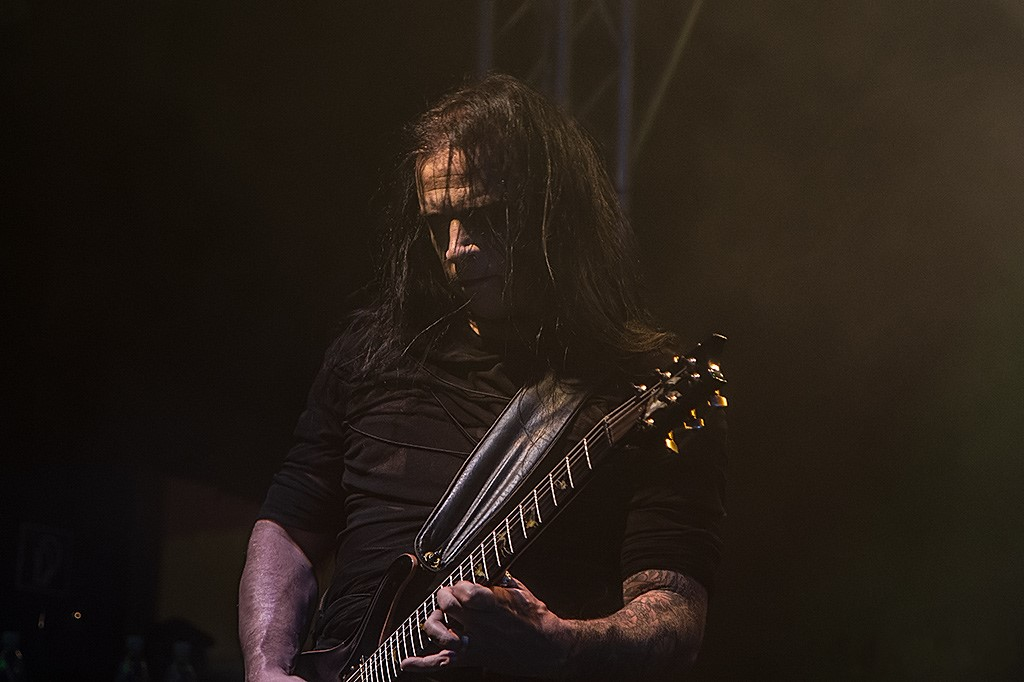
Paul Allender podczas koncertu 7 grudnia 2012 roku

27 kwietnia 1998 roku ukazało się czwarte wydawnictwo grupy – Cruelty and the Beast (był to album koncepcyjny). Teksty utworów poruszały w swojej tematyce historię węgierskiej hrabiny Elżbiety Batory. Wokalista grupy Dani Filth skomentował zawartość albumu w następujący sposób: „Powstało coś w rodzaju gotyckiego soundtracku do filmu grozy. Już na naszej poprzedniej płycie było słychać elementy które tutaj rozwinęliśmy. Dusk... był kamieniem nagrobnym, który odkrył przed nami w pełni magię gotyku”. Wydawnictwo cieszyło się dużym uznaniem wśród krytyków oraz fanów, którzy w podsumowaniu roku na łamach miesięcznika Hard Rock uhonorowali zespół w kategoriach: najlepszy perkusista, najlepsza okładka, najlepszy album oraz najlepszy wokalista.
Tego samego roku ukazało się pierwsze wydawnictwo DVD – PanDaemonAeon. Wkrótce z zespołu odszedł perkusista Nicholas Barker – dołączył do norweskiej grupy blackmetalowej Dimmu Borgir. Zastąpił go Was Sarginson, nagrano z nim drugi mini-album zespołu – From the Cradle to Enslave. Tuż po nagraniach Sarginsona zastąpił szwedzki perkusista Adrian Erlandsson. Było to również pierwsze wydawnictwo, do którego w celach promocyjnych do tytułowego utworu został zrealizowany teledysk; reżyserem został Alex Chandon. Ponadto na albumie ukazały się interpretacje utworów „Death Comes Ripping” i „Sleepless” odpowiednio z repertuaru grup The Misfits i Anathema. Po nagraniach z zespołu odeszli klawiszowiec Les Smith oraz gitarzysta Stuart Antsis. Zastąpił ich Martin Powell, współpracujący wcześniej z grupą My Dying Bride oraz Paul Allender, który wystąpił na debiutanckim albumie Cradle of Filth.

### 2000-2008

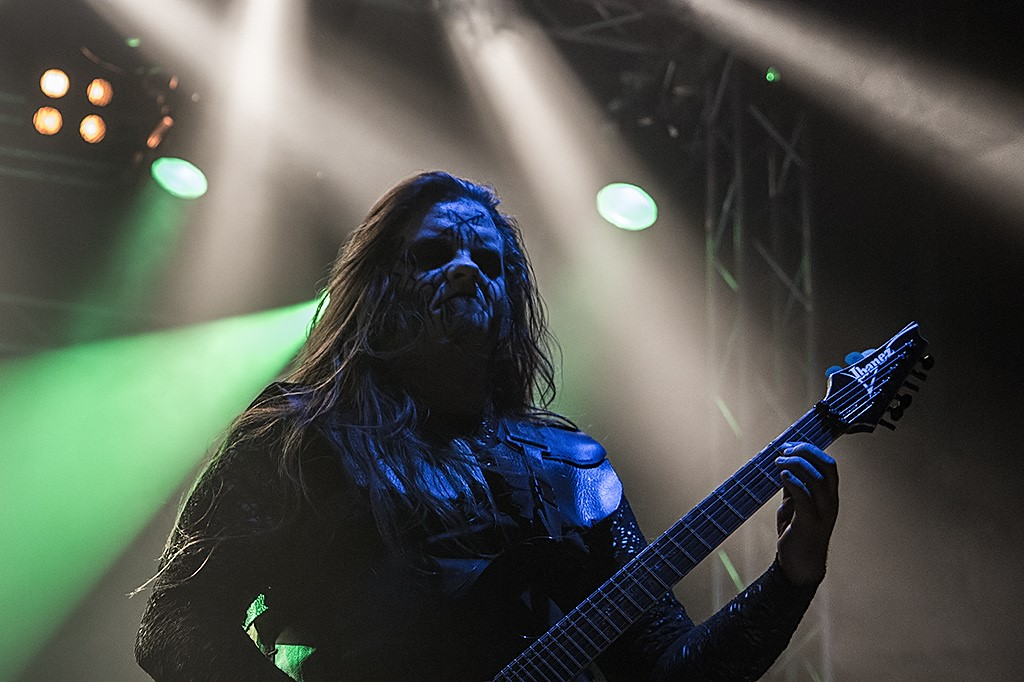
James McIlroy podczas koncertu 7 grudnia 2012 roku

W 2000 roku w odnowionym składzie w Parkgate Studios zespół przystąpił do prac nad kolejnym wydawnictwem pt. Midian. Tematycznie nawiązywało ono do biblijnych Midianitów, potomków Abrahama oraz jego ostatniej żony Ketury. Okładkę płyty przygotował plastyk J.K. Potter. Album ukazał się 31 października 2000. Teksty na płycie zostały zainspirowane twórczością takich pisarzy jak Clive Barker czy H.P. Lovecraft. Ponadto muzyka na wydawnictwie charakteryzowała się łagodniejszym brzmieniem w stosunku do poprzednich wydawnictw zespołu.
Ostatnie wydawnictwo grupy w znacznym stopniu odbiegało od stylistyki blackmetalowej, zawierało połączenie muzyki gothic- oraz heavymetalowej, słyszalne było to szczególnie w partiach solowych gitary prowadzącej. Również sam zespół w komentarzach wyraźnie odciął się od stylistyki wypracowanej na poprzednich albumach. Gitarzysta grupy Paul Allender w związku z głosami krytyki stwierdził: „Nie uważam nas za zespół blackmetalowy, ale raczej za ekstremalny zespół metalowy. Z mojego punktu widzenia ludzie uważają nas za blackową grupę ze względu na to jak się ubieramy. Kiss też się tak kiedyś ubierali, ale nikt nie nazwie ich zespołem blackmetalowym."
W celach promocyjnych do utworu „Her Ghost in The Fog” zrealizowany został teledysk, reżyserem został ponownie Alex Chandon. Po raz pierwszy z zespołem współpracował również aktor Doug Bradley, znany z serii filmów Hellraiser, gdzie wcielił się w rolę Pinheada. Bradley na albumie Midian wystąpił w roli narratora. Wspomniane wydawnictwo było ostatnim, które ukazało się nakładem wytwórni Music for Nations. 2 grudnia zespół wystąpił w krakowskim klubie 38.Koncert Cradle of Filth poprzedziły występy grup Usurper, Christian Death i Behemoth. W 2001 roku zespół założył własną wytwórnię muzyczną Abracadaver, której nakładem 10 czerwca tego samego roku ukazało się nowe wydawnictwo pt. Bitter Suites to Succubi. Płyta początkowo planowana jako minialbum została wzbogacona o nowe wersje utworów z debiutanckiego albumu grupy oraz interpretacje utworu „No Time to Cry” z repertuaru The Sisters of Mercy. W ramach promocji krążka zespół zrealizował trzy teledyski – do utworów „Born in a Burial Gown”, „Scorched Earth Erotica” i wspomnianego covera „No Time to Cry”; reżyserem wszystkich był Alex Chandon.
W 2001 roku brytyjski reżyser Alex Chandon, zaprosił do współpracy Daniego Filtha. Chandon zainspirowany filmami produkowanymi przez wytwórnię Amicus w latach siedemdziesiątych zrealizował horror pt. Cradle of Fear w którym Filth wystąpił w roli głównej. Film stanowi cztery historie, które łączy ze sobą postać seryjnego zabójcy Kempera. W 2002 roku z zespołu odeszli: basista Robin Eaglestone, zastąpił go Dave Pybus (poprzednio w grupie Anathema), a następnie wieloletni gitarzysta grupy Gian Pyres. We wrześniu tego samego roku Cradle of Filth odbył europejską trasę koncertową wraz z grupami Pantera, Slayer oraz Static-X. Również w 2001 roku ukazała się kompilacja nagrań pt. Lovecraft & Witch Hearts. 19 sierpnia 2002 ukazał się pierwszy album koncertowy Cradle of Filth zatytułowany Live Bait for the Dead zawierający zapis koncertu, który odbył się w Nothingham Rock City, 14 kwietnia 2001 roku. Natomiast 25 listopada ukazało się DVD Heavy, Left-Handed and Candid.

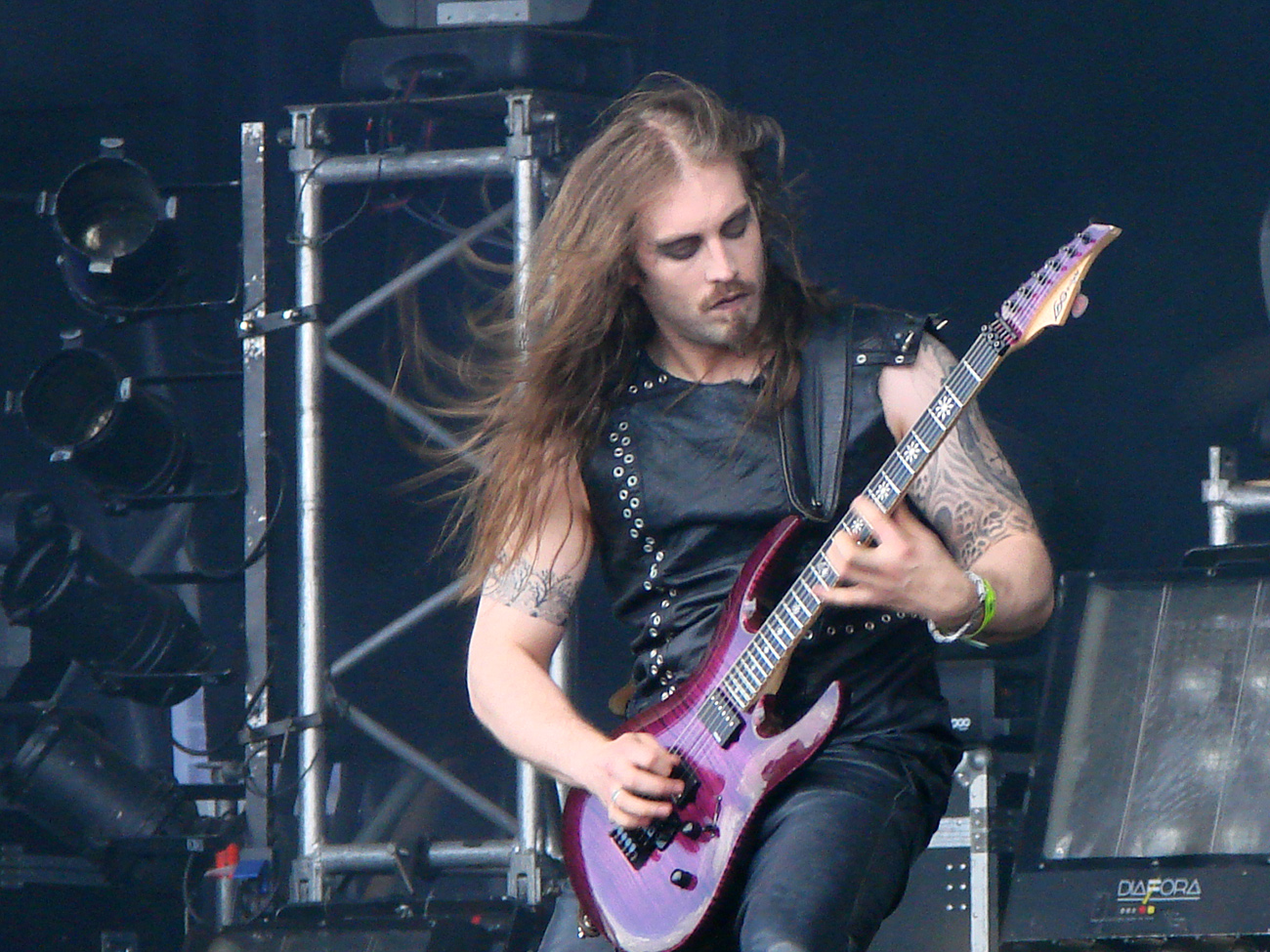
Charles Hedger podczas koncertu na festiwalu Hellfest 29 czerwca 2009

6 marca 2003 nakładem Sony Music ukazał się kolejny album grupy – Damnation and a Day, zrealizowany z udziałem Filmowej Orkiestry Symfonicznej z Budapesztu pod batutą László Zádoriego oraz chóru. Wydawnictwo zostało zmiksowane przez Roba Caggiano – gitarzystę grupy muzycznej Anthrax. Teksty autorstwa wokalisty nawiązywały do postaci Lucyfera, w roli narratora wystąpił Dave McEwen. Komentarz Daniego Filtha odnośnie do nowego wydawnictwa: „Jeśli chodzi o nagrania na Węgrzech to wszystko poszło wspaniale, a rezultat można porównać do ścieżek dźwiękowych z filmów Omen, Conan czy Jeździec bez głowy. Muzyka jest, odważę się użyć tego bezsensownego słowa, epicka! Ogólnie wszystko jest bliskie zakończenia. Przenieśliśmy się ze studia Parkgate do New Rising aby nagrać wokale i klawisze i tam będziemy przez tydzień lub dwa. Czekam niecierpliwie na proces miksowania nowego materiału."
W ramach promocji album zostały nakręcone dwa teledyski – do utworów „Babalon A.D. (So Glad For The Madness)” w reżyserii WIZ oraz „Mannequin” w reżyserii Thomasa Mignone'a. Zespół promował album podczas koncertów na objazdowym fesitwalu Ozzy’ego Osbourne’a Ozzfest oraz na europejskiej trasie koncertowej. Prace nad kolejnym albumem muzycy Cradle Of Filth rozpoczęli już podczas trasy promującej Damnation and A Day, podczas której zespół wspomagał gitarzysta James McIlroy; dołączył on później na stałe do zespołu. W odnowionym składzie w Parkgate Studios zespół przystąpił do prac nad albumem Nymphetamine który ukazał się 27 października 2004 roku. Gościnnie w tytułowym utworze zaśpiewała norweska wokalistka Liv Kristine, która wystąpiła również w teledysku do wspomnianego utworu w reżyserii Dani Jacobs. Producentem płyty był gitarzysta Anthrax, Rob Caggiano, wspomagał go inżynier dźwięku Dan Turner, całość zmiksował zaś Colin Richardson. Tuż po wydaniu płyty zespół ruszył w trasę koncertową Swansong For A Nations. Tego samego roku zespół został nominowany do nagrody Grammy w kategorii Best Metal Performance. Wkrótce z powodu problemów zdrowotnych zespół opuścił basista Dave Pybus, którego zastąpił Charles Hedger, występujący później w roli gitarzysty w miejsce Jamesa McIlroya. Jako basista do zespołu powrócił Dave Pybus. Wkrótce zespół opuścił również klawiszowiec Martin Powell.

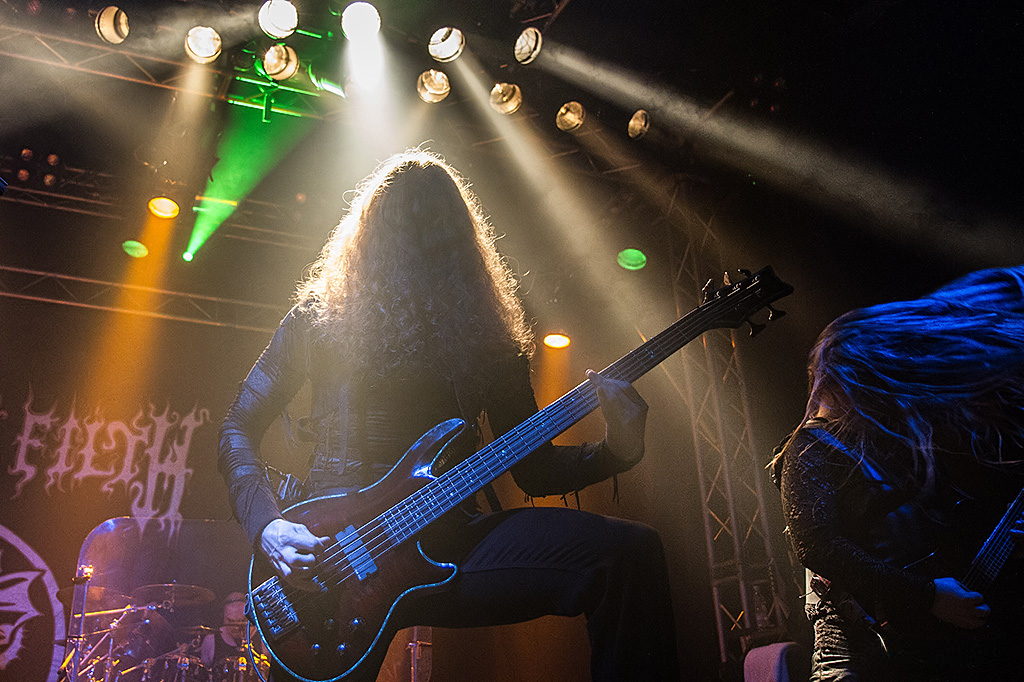
Daniel James Firth podczas koncertu 7 grudnia 2012 roku

12 marca 2005 roku zespół wystąpił na festiwalu Metalmania. Tego samego roku grupa wraz z Danielem Presleyem rozpoczęła pracę nad wydawnictwem Thornography. Tytuł płyty to neologizm; łączy w sobie słowa: cierń i pornografia. W międzyczasie podczas koncertów dołączyła do zespołu wieloletnia znajoma muzyków, Rosie Smith. Wiosną 2006 grupa weszła do The Chapel Studio gdzie we współpracy z Robem Caggiano kontynuowała pracę nad albumem. Wydawnictwo zarejestrowane z gościnnym udziałem Villego Valo, wokalisty grupy HIM ukazało się w tego samego roku i było promowane singlem Temptation, do którego powstał również teledysk w reżyserii Adama Masona. Tytułowy utwór był interpretacją piosenki grupy Heaven 17. Gościnnie zaśpiewała w nim wokalistka Dirty Harry. Było to również pierwsze wydawnictwo grupy, na którym Dani Filth zaśpiewał „czystym” głosem. Komentarz Filtha odnośnie do wydawnictwa: „Nad tą płytą pracowaliśmy trochę dłużej niż zazwyczaj, żeby dojść do perfekcji. Myślę, że nasi fani naprawdę docenią ten album. To eklektyczny miks nowych trendów, instrumentarium jest nowe, są wokaliści, którzy wystąpili gościnnie. To nadal tradycyjne Cradle Of Filth, ale w zdecydowanie bardziej nowoczesnej formie."
Wkrótce potem z zespołu odszedł perkusista Adrian Erlandsson, którego zastąpił pochodzący z Czech Martin „Marthus” Skaroupka. W nowym składzie 8 grudnia 2006 roku zespół wystąpił w warszawskim klubie Progresja. W międzyczasie zostały opublikowane dwa teledyski promujące Thornography –  „Tonight In Flames” i „The Foetus of a New Day Kicking”. Po zakończeniu europejskiej części trasy zespół wyruszył do Ameryki Północnej. Grupa wróciła na ten kontynent jesienią 2007 roku, wystąpiła wtedy jako headliner podczas trasy koncertowej The Rockstar Viva La Bands Tour.
20 października tego samego roku ukazał się kolejny studyjny album zatytułowany Godspeed on the Devil’s Thunder. Album opowiada historię seryjnego zabójcy o nazwisku Gilles De Rais, francuskiego szlachcica żyjącego w XV wieku.
Wydawnictwo zadebiutowało na 66. miejscu listy Billboard 200 sprzedając się w nakładzie 13 000 egzemplarzy w przeciągu tygodnia od dnia premiery. W ramach promocji został zarealizowany teledysk do utworu „Honey and Sulphur”. W grudniu Cradle of Filth odbył europejską trasę koncertową wraz z grupami Gorgoroth, Moonspell, Septic Flesh i Asrai.

### Od 2009
Na przełomie stycznia i lutego 2009 roku grupa odbyła amerykańską trasę koncertową. W roli supportu wystąpił norweski zespół Satyricon. W maju tego samego roku ukazał się teledysk promujący ósmy album do utworu „The Death Of Love”. Również w maju zespół odbył australijską trasę koncertową. W kwietniu 2010 roku zespół rozpoczął prace nad dziewiątym albumem studyjnym. Płyta zatytułowana Darkly, Darkly, Venus Aversa ukazała się 1 listopada 2010 roku nakładem Peaceville Records.
17 października 2011 roku nakładem tej samej wytwórni ukazał się minialbum Evermore Darkly zawierający dodatkowe materiały z sesji nagraniowej do "Darkly, Darkly Venus Aversa", video z koncertu na festiwalu Graspop  z 25 maja 2011 roku oraz kilka nowych utworów. 21 kwietnia 2012 roku zespół wypuścił płytę zatytułowaną Midnight in the Labyrinth, będący kompilacją wybranych utworów z pierwszych albumów zespołu w orkiestrowym wykonaniu. Kolejnym i ostatnim wydawnictwem we współpracy z Paceville Records był album studyjny The Manticore and Other Horrors wydany 29 października 2012 roku. Do utworów "Frost on Her Pillow" oraz "For Your Vulgar Delectation" zostały nagrane teledyski.

## Teksty i muzyka

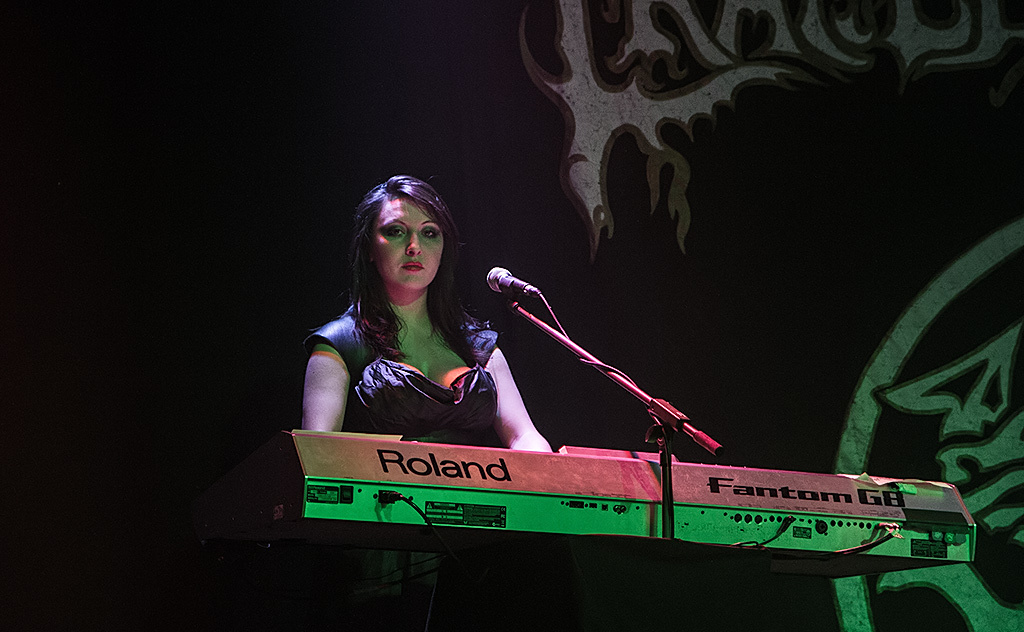
Caroline Campbell podczas koncertu 7 grudnia 2012 roku

Autorem wszystkich tekstów jest lider grupy – Dani Filth. Wokalista jako inspiracje wymienia twórczość literacką Lorda Byrona, Percy’ego Shelleya, H.P. Lovecrafta oraz filmy grozy. Filth w tekstach posługuje się językiem staroangielskim. Posłużyły one w brytyjskich szkołach jako przykład użycia staroangielskiego języka literackiego we współczesnych tekstach rockowych. Filth o tekstach na albumie Godspeed on the Devil’s Thunder: „Tak naprawdę, wcale nie szukałem tematu na opowieść o seryjnym mordercy, lecz ciekawej historii. Historii, która byłaby mroczna i dobrze wpasowywała się w klimat muzyki. Zresztą, to zawsze jest dla mnie punktem wyjścia. Zdaję sobie sprawę z tego, że dla wielu ta opowieść będzie dość kontrowersyjna, bo w końcu dotyczy kogoś, kto był pedofilem i zabijał dzieci w wymyślny sposób."
Pierwsze nagrania Cradle of Filth utrzymane były w stylistyce deathmetalowej, słyszalne były elementy metalu symfonicznego. Po wydaniu czwartego dema, Total Fucking Darkness, styl wykonywanej muzyki przesunął się w stronę black metalu. Przyznależność do nurtu muzyki blackmetalowej wraz ze wzrostem popularności Cradle of Filth stała się przedmiotem dyskusji i krytyki. Dani Filth w udzielonym w 1998 roku wywiadzie dla stacji radiowej BBC Radio 5 stwierdził: „Używam terminu heavy metal, częściej niż black metal (...). Nazywajcie to tak jak chcecie: death metal, black metal, lub każdy inny metal...”.
Muzyka grupy określana jest jako symfoniczny black metal, gothic black metal, dark metal, extreme gothic metal oraz extreme metal. Aczkolwiek rozwój brzmienia zespołu nie pozwala na jednoznaczną kategoryzację gatunku. W 2006 roku gitarzysta Paul Allender w wywiadzie udzielonym magazynowi Terrorizer powiedział: „Nigdy nie byliśmy zespołem blackmetalowym. Jedyną rzecz którą zapożyczyliśmy był corpse paint. Nawet kiedy ukazało się The Principle of Evil Made Flesh – patrzysz na grupy Emperor i Burzum – my nie brzmieliśmy w ten sposób. Widzę to w ten sposób byliśmy i wciąż jesteśmy zespołem extrememetalowym”. Gitarzyści zespołu stroją swoje gitary do standard C (C-F-B-Es-G-C).

## Muzycy

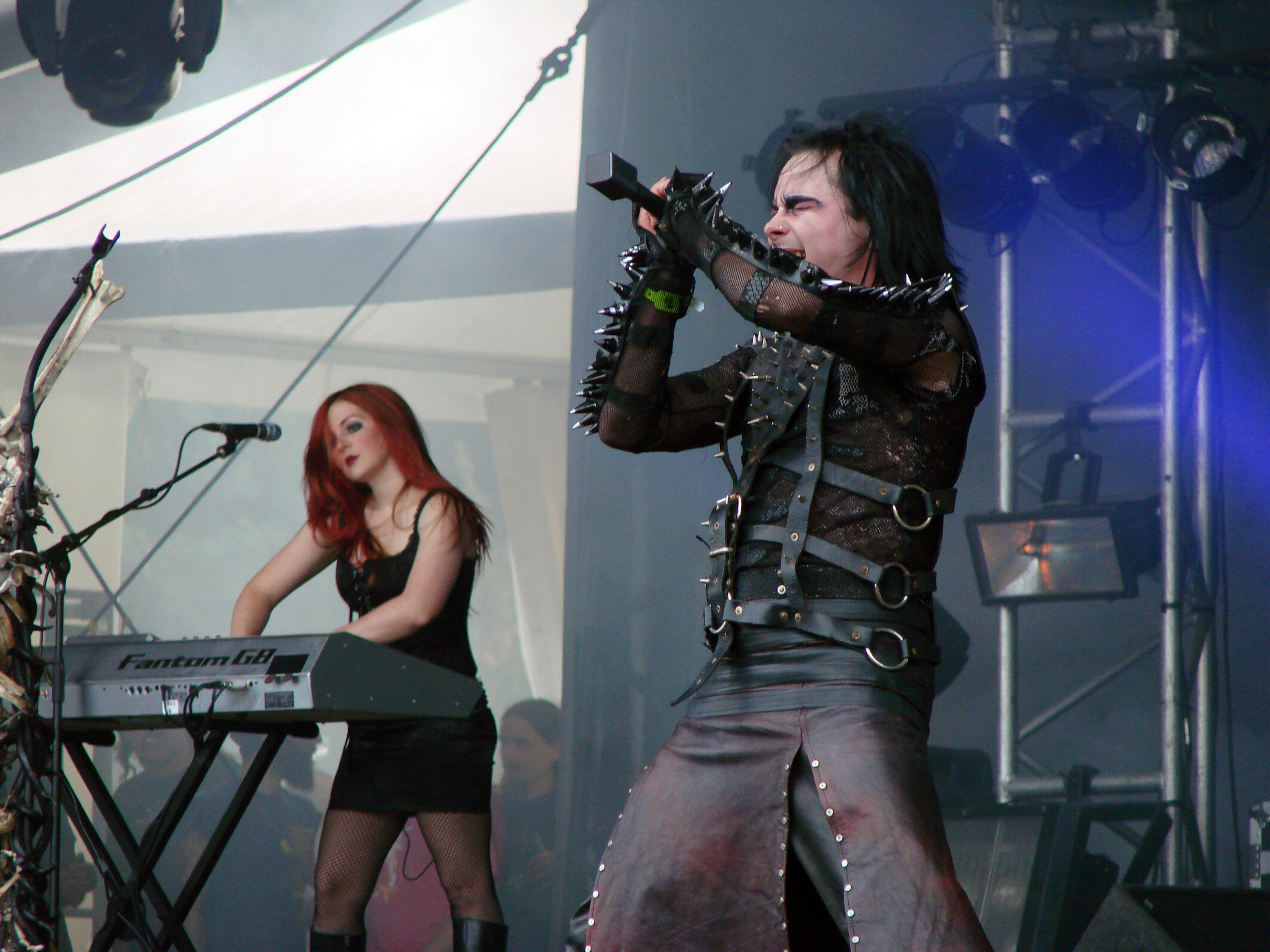
Od lewej: Ashley Ellyllon i Dani Filth podczas koncertu na festiwalu Helfest 29 czerwca 2009

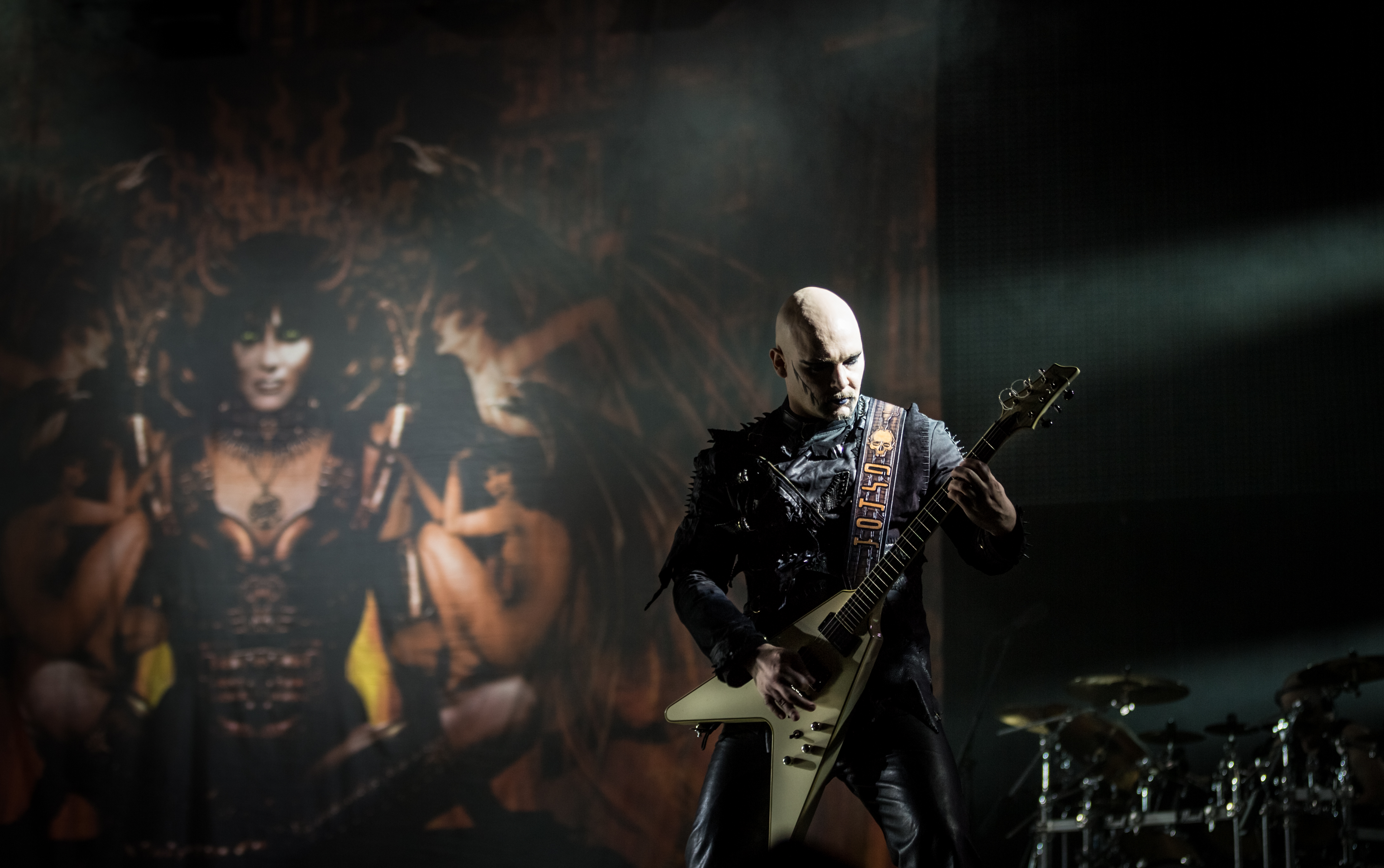
Marek „Ashok” Šmerda podczas koncertu na festiwalu Wacken Open Air 2 sierpnia 2015

| - Dani Filth – wokal prowadzący (od 1991) - Daniel Firth – gitara basowa (od 2012) - Martin „Marthus” Škaroupka – perkusja, instrumenty klawiszowe (od 2006) - Annabelle Iratni – instrumenty klawiszowe, wokal wspierający (od 2021) - Rich Shaw – gitara (od 2014) - Marek „Ashok” Šmerda – gitara (od 2014) - Paul Mcglone – gitara (1996) - Darren Donnarumma – gitara (1996) |  | - James McIlroy – gitara (2004-2005, 2009-2014) - Paul Allender – gitara (1993-1995, 2000-2014) - Charles Hedger – gitara, gitara basowa (2005-2009) - Sarah Jezebel Deva – wokal wspierający (1996-2009) - Gian Pyres – gitara (1996-2003) - Paul Ryan – gitara (1991-1995) - Robin Graves – gitara, gitara basowa (1992-2001) - Stuart Antsis – gitara (1995-1999) - Jared Demeter – gitara (1995-1996) - Darren White – perkusja (1991-1992) - Nicholas Barker – perkusja (1994-1998) - Was Sarginson – perkusja (1998-1999) - Adrian Erlandsson – perkusja (1999-2006) - Jon Richard – gitara basowa (1991-1992) - Dave Pybus – gitara basowa (2001-2005, 2005-2012) - Benjamin Ryan – instrumenty klawiszowe (1991-1995) - Damien Gregori – instrumenty klawiszowe (1995-1996) - Les Smith – instrumenty klawiszowe (1996-1999) - Martin Powell – instrumenty klawiszowe (2000-2005) - Rosie Smith – instrumenty klawiszowe, wokal wspierający (2005-2009) - Ashley Ellyllon – instrumenty klawiszowe, wokal wspierający (2009-2011) - Caroline Campbell – instrumenty klawiszowe, wokal wspierający (2011–2012) |

## Dyskografia
Albumy studyjne

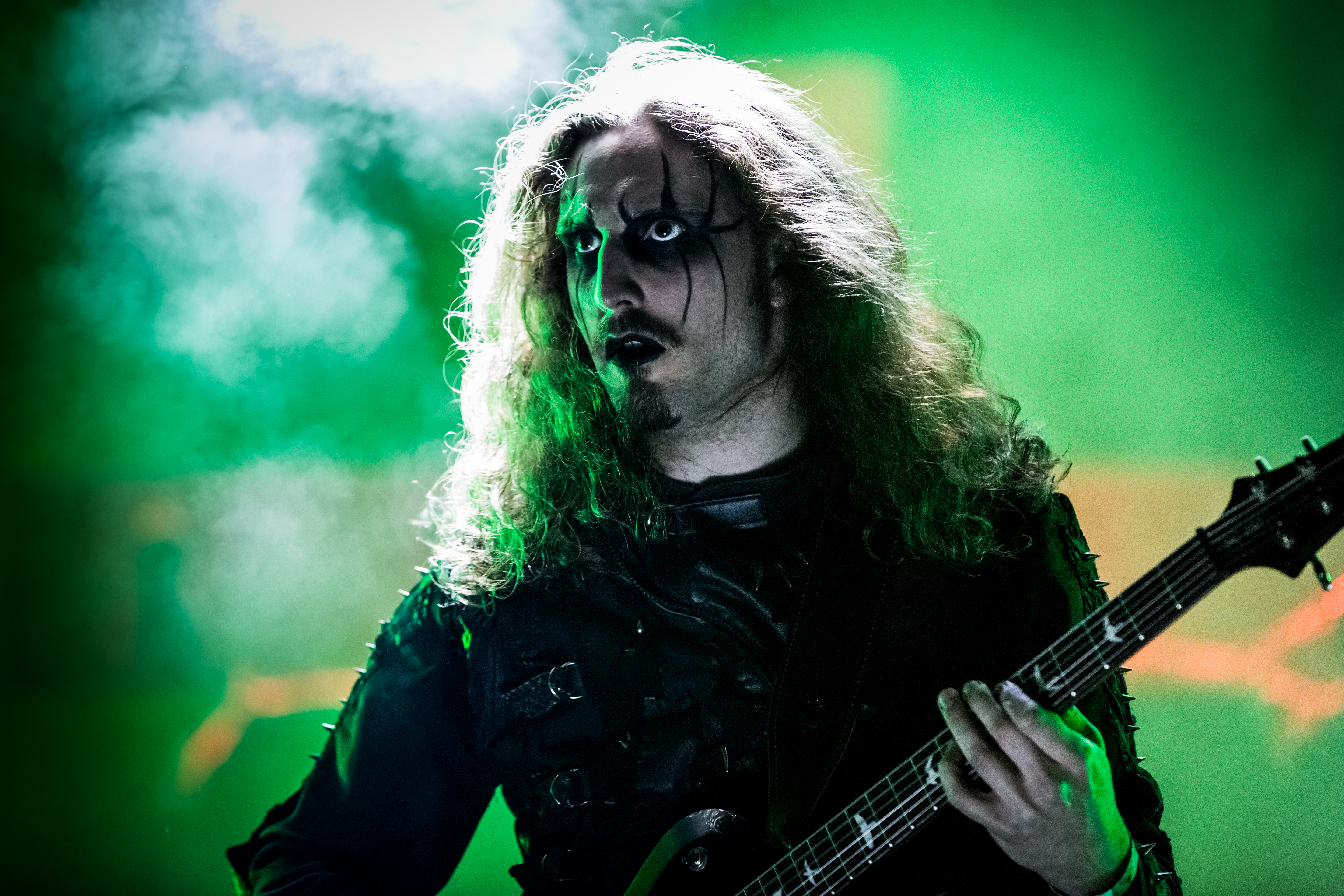
Rich Shaw podczas koncertu na festiwalu Wacken Open Air 2 sierpnia 2015

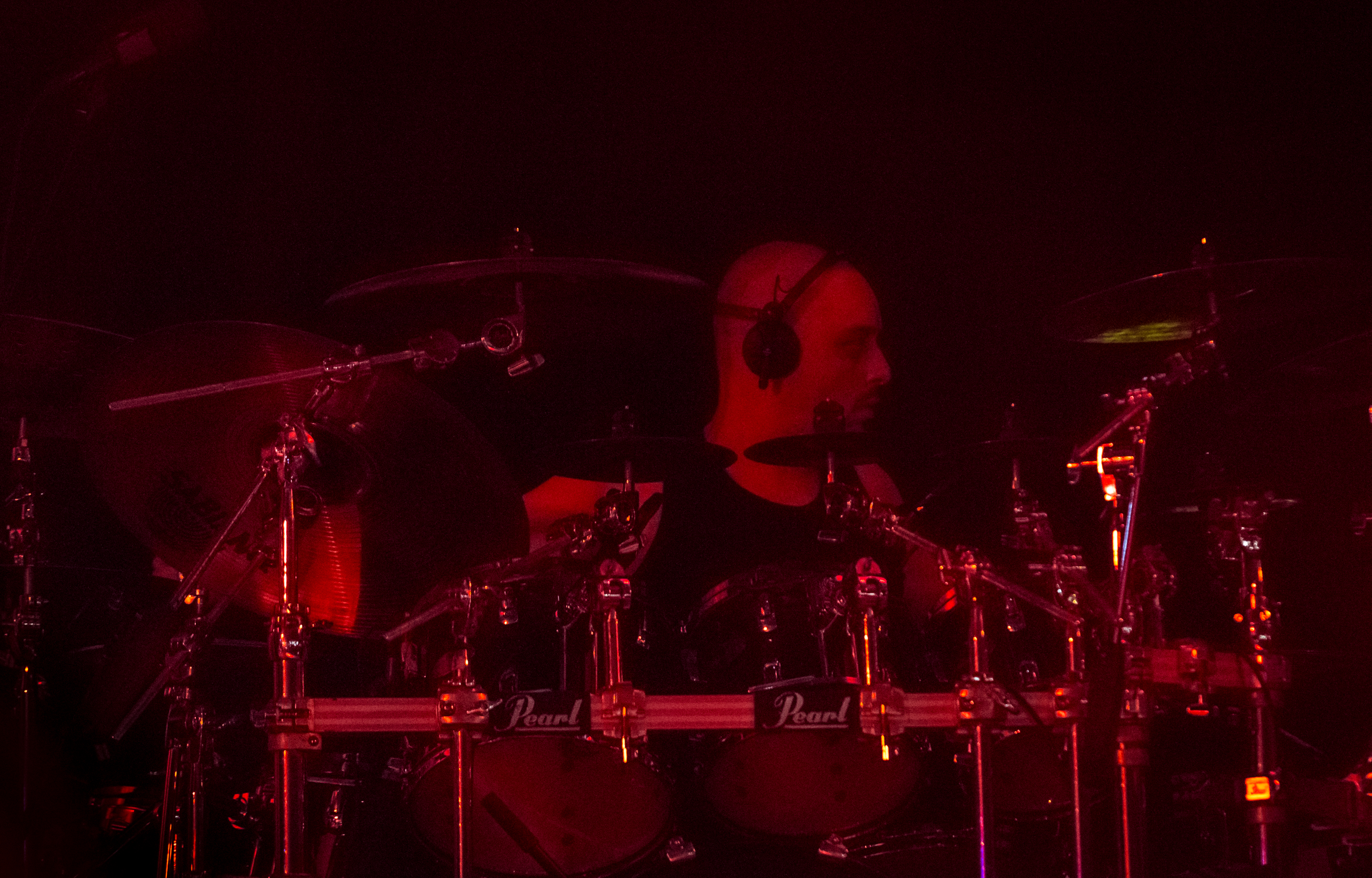
Martin „Marthus” Škaroupka podczas koncertu na festiwalu Wacken Open Air 2 sierpnia 2015

- The Principle of Evil Made Flesh (1994)
- Dusk...and Her Embrace (1996)
- Cruelty and the Beast (1998)
- Midian (2000)
- Damnation and a Day (2003)
- Nymphetamine (2004)
- Thornography (2006)
- Godspeed on the Devil’s Thunder (2008)
- Darkly, Darkly, Venus Aversa (2010)
- The Manticore & Other Horrors (2012)
- Hammer of the Witches (2015)
- Cryptoriana – The Seductiveness of Decay (2017)
- Existence Is Futile (2021)

## Nagrody i wyróżnienia
- 2003 Nagroda Metal Hammer Golden Gods Awards w kategorii Najlepszy Teledysk („Babalon A.D.”)[130][131]
- 2005 Nominacja do Metal Hammer Golden Gods Awards w kategorii Najlepszy Teledysk („Nymphetamine”)[132][133]
- 2005 Nominacja do nagrody Grammy w kategorii Best Metal Performance za utwór „Nymphetamine”[134][135]
- 2005 Nominacja do Kerrang! Award w kategorii Best British Band[136]